# 2008 год в Израиле
События 2008 года в Израиле.

## Действующие лица
- Президент Израиля — Шимон Перес
- Премьер-министр Израиля — Эхуд Ольмерт
- Председатель Верховного суда — Дорит Бейниш
- Начальник Генерального штаба — Габи Ашкенази.
- Правительство Израиля — 31-е правительство Израиля

## События

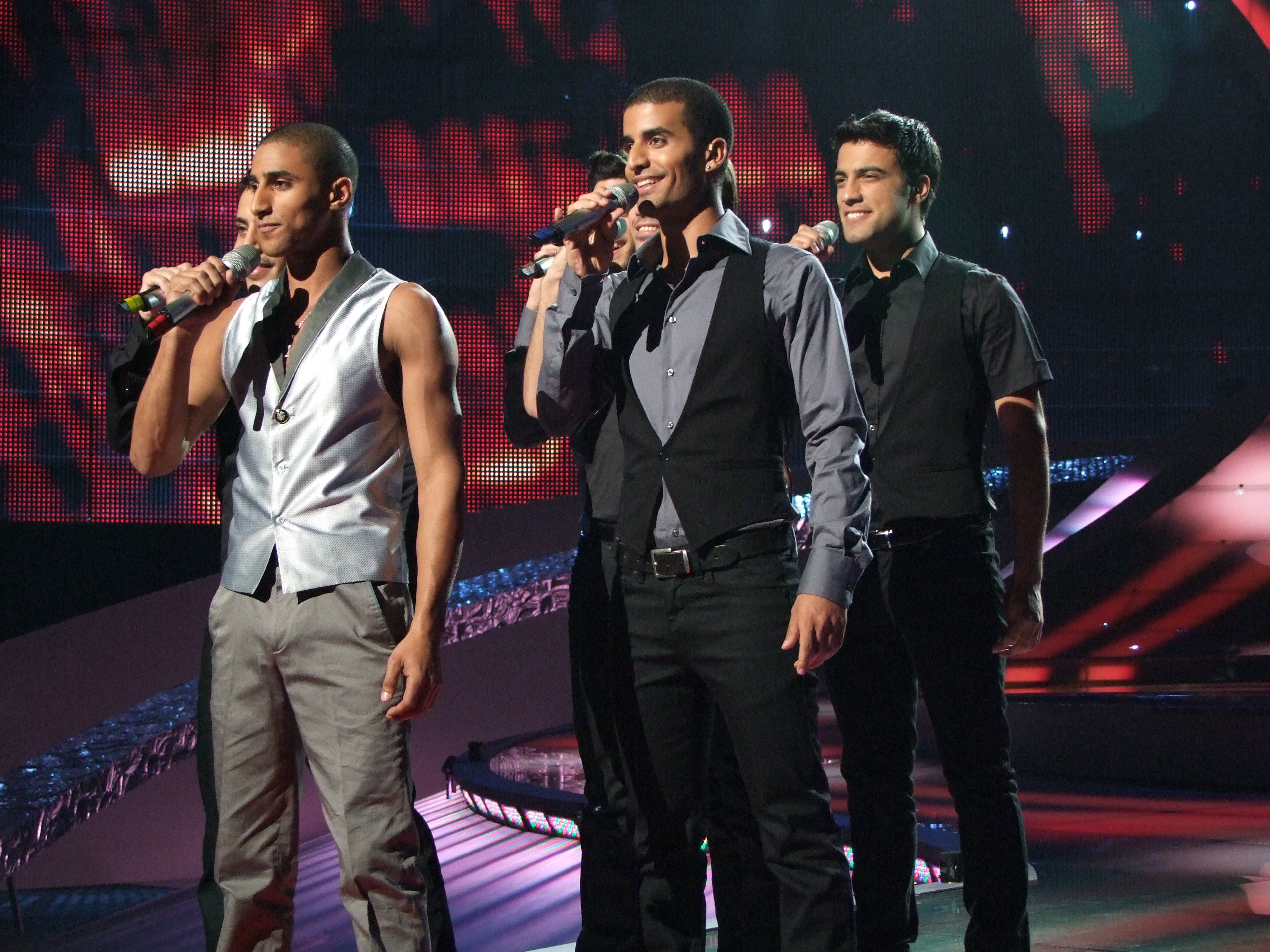
19 мая: Боаз Мауда на конкурсе песни «Евровидение».

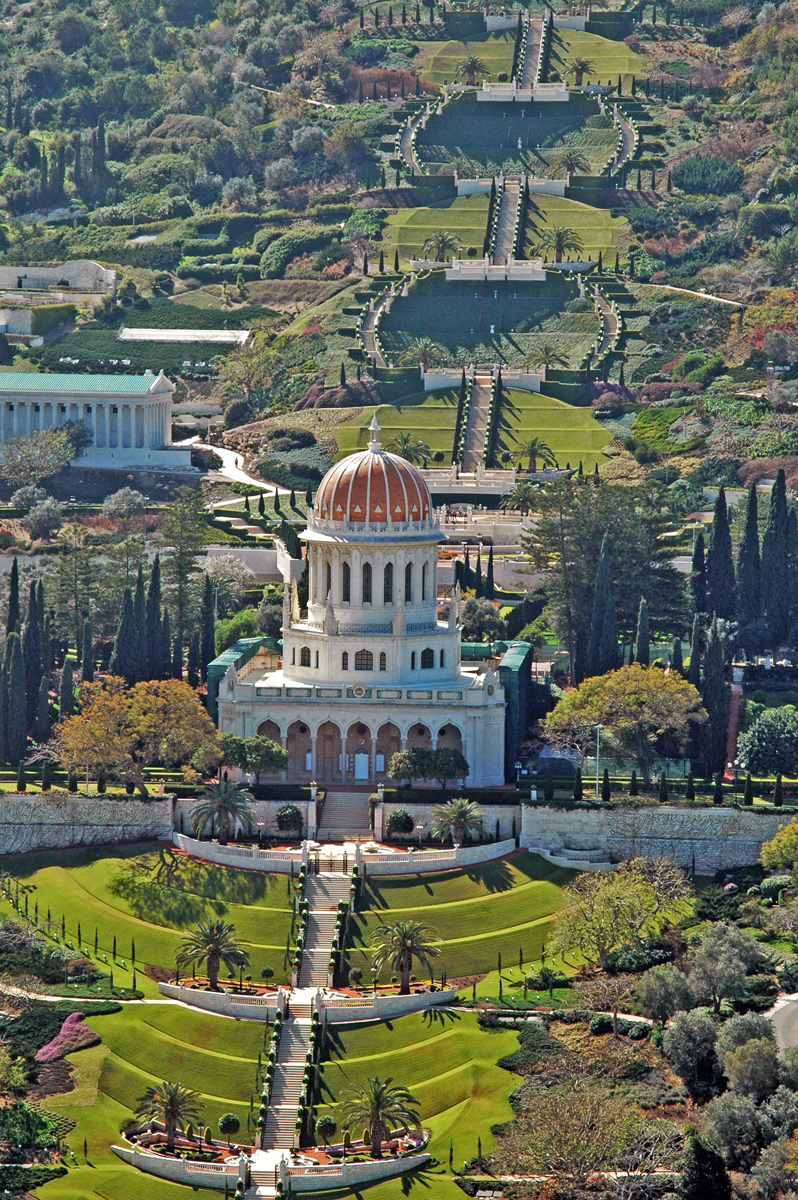
8 июля: Святые места бахаи в Хайфе и Западной Галилее внесены ЮНЕСКО в список Всемирного наследия.

- 21 января — запущен израильский разведывательный спутник Офек-8[1]
- 21 января — завершение забастовки старших преподавателей израильских университетов
- 30 января — в Международном конференц-центре в Иерусалиме для журналистов объявлены основные выводы Комиссии Винограда[2]
- 24 апреля — США обвинили Северную Корею в помощи Сирии в постройке ядерного реактора, уничтоженного в ходе Операции «Фруктовый сад» (2007)[3]
- 28 апреля — израильский спутник «Амос-3» запущен с космодрома Байконур (Казахстан)
- 4 мая — Бывшему министру финансов Аврааму Гиршзону предъявлено обвинение в ряде преступлений
- 12 мая — рейд израильской полиции в мэрию Иерусалима для изъятия документов, связанных с премьер-министром Эхудом Ольмертом и бизнесменом Моше Таланским[англ.][4]
- 24 мая — Боаз Мауда занял 9-е место на Евровидении с песней The Fire in Your Eyes[5][6]
- 8 июля — Святые места бахаи в Хайфе и Западной Галилее объявлены ЮНЕСКО объектами Всемирного наследия[7][8]
- 16 июля — обмен тел междуХезболлой и Израилем. Со стороны Израиля Эхуд Гольдвассер[англ.] и Эльдад Регев[англ.]. Со стороны Хезболлы Самир Кунтар и 199 тел палестинских арабских и ливанских боевиков
- 30 июля — Премьер-министр Эхуд Ольмерт обещает уход в отставку сразу после избрания нового лидера Кадимы из-за коррупционного скандала[9]
- 17 сентября — Министр иностранных дел Израиля Ципи Ливни —новый лидер партии Кадима[10]
- 21 сентября — Премьер-министр Израиля Эхуд Ольмерт официально подает заявление об отставке президенту Шимону Пересу. Министр иностранных дел Ципи Ливни начинает переговоры о формировании нового правительства[11]
- 16-24 декабря. Гибель российских туристов после падения автобуса в ущелье недалеко от Эйлата (самое смертоносное ДТП в истории Израиля[12]
- 27 декабря — Перепись населения: в Израиле 7 465 500 жителей. Из них 75,5 % евреи (~ 5634300 человек), 20,3 % арабы (~ 1513200 человек), 4,2 % (~ 318000 человек) другие[13]

### Израильско-палестинский конфликт
Наиболее известные события израильско-палестинского конфликта:
- 25 августа — освобождение 199 палестинских арабских заключенных во время визита государственного секретаря США Кондолизы Райс в Израиль[14]

Известные операции палестинских боевиков против израильских целей

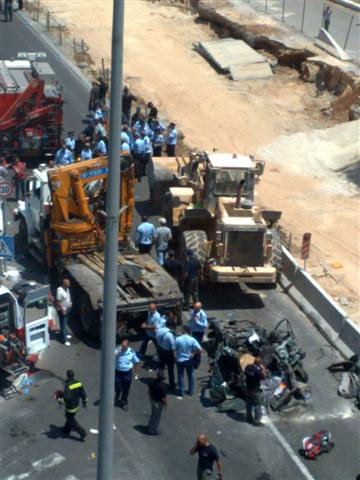
Бульдозерное нападение в Иерусалиме (2 июля 2008)

Палестинские военные действия и операции, совершенные против израильских объектов (2008):
- 24 января — ножевой теракт двоих палестинских арабов в поселении Кфар-Эцион на Западном берегу[15]
- 24 января — Убит офицер израильской пограничной полиции и тяжело ранена женщина-офицер огнём палестинских боевиков возле лагеря беженцев Шуафат[16]
- 4 февраля Взрыв террориста-смертника в Димоне (2008)[англ.]: террорист-смертник (ХАМАС) подорвался в торговом центре в Димоне[17]
- 27 февраля — Более 46 ракет «Кассам» выпущены по западному Негеву и южному средиземноморскому побережью Израиля (Ашкелон, Сдерот, парковка академического колледжа Сапир)[18]
- 6 марта — резня в Мерказ ха-Рав: восемь израильских мирных жителей убиты и девять ранены огнём палестинского араба по еврейской семинарии в Иерусалиме[19]
- 19 апреля — Трое палестинских арабов-смертников прорвались через пограничный забор Газы, атаковали пост ЦАХАЛа Керем-Шалом, взорвав себя и ранив несколько израильских солдат[20]
- 14 мая — Ракета «Катюша», выпущенная по Ашкелону, попала в клинику торгового центра «Хуцот» (три человека получили серьёзные ранения, двое получили ранения средней степени тяжести, одиннадцать человек получили легкие ранения) Ответственность за теракт взял на себя Народный фронт освобождения Палестины[21]
- 6 июня — боевики ХАМАС из сектора Газа обстреляли миномётными снарядами кибуц Нирим (один израильтянин убит, четверо ранено)[22]
- 2 июля — Нападение бульдозера в Иерусалиме[англ.]: палестинский араб, житель восточного Иерусалима, раздавил автомобили на улице Яффо (убито три человека, ранено 30 пешеходов, террорист застрелен)[23]
- 22 сентября — Нападение BMW в Иерусалиме[англ.]: палестинский араб въехал на своей машине в толпу солдат ЦАХАЛа на оживленном перекрестке в Иерусалиме (ранено 19)[24]. Террорист застрелен на месте израильским солдатом[25].

Известные военные операции Израиля против палестинских боевиков

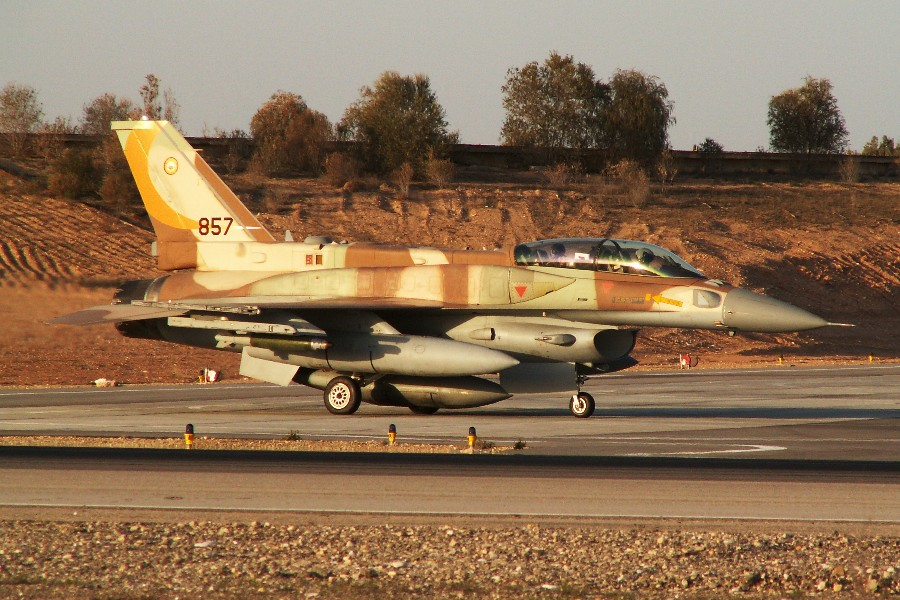
Израильские F-16i 107-й эскадрильи готовятся к взлету во время операции «Литой свинец», декабрь 2008 г.

Наиболее известные израильские военные контртеррористические операции (военные кампании и военные операции) против палестинских боевиков (2008):
- 5 февраля — Атака Израиля на объекты палестинских боевиков в секторе Газа в ответ на Взрыв террориста-смертника в Димоне (2008)[англ.] (убито 8 хамасовцев).
- 28 февраля — 3 марта — Операция «Горячая зима» (убито 110 палестинцев, среди них 54 ребёнка)[26]
- 12 марта — Убиты 4 палестинских боевика на Западном Берегу, включая трех членов Движения Исламский Джихад в Палестине[27]
- 27 декабря 2008 — 18 января 2009 — Операция «Литой свинец» в секторе Газа В результате конфликта погибло от 1166 до 1417 палестинцев и 13 израильтян (4 в результате дружественного огня).

## Умерли

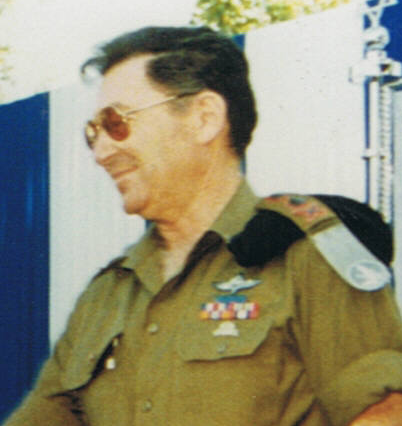
Дан Шомрон

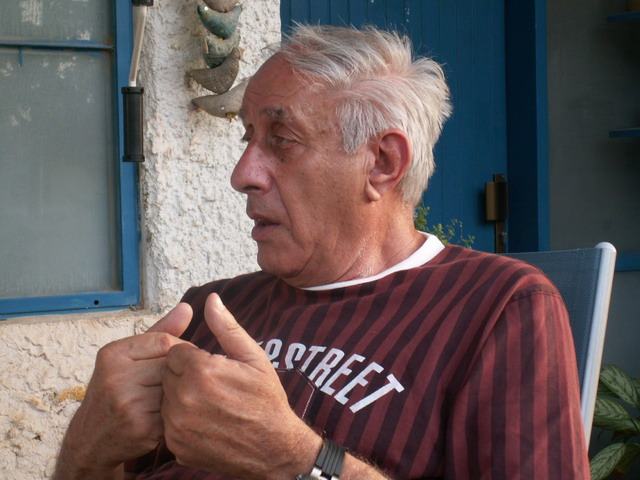
Ральф Клайн

- 8 января — Моше Леви (р.1936), начальник штаба Армии обороны Израиля (1983—1987)
- 18 января — Узи Коэн[англ.] (р.1952), израильский политик (партия Ликуд)
- 26 февраля — Дан Шомрон (р.1937), израильский генерал, командующий Силами обороны Израиля (1987—1991)
- 26 февраля — Аарон Амир[англ.] (р. 1923), израильский писатель и переводчик, родившийся в Литве
- 1 апреля — Моско Алкалай[англ.] (р. 1931), израильский актёр румынского происхождения[28]
- 1 апреля — Шош Атари[англ.] (р.1949), израильская радиоведущая и актриса.
- 20 апреля — Ниссан Натив[англ.] (р. 1922), израильский режиссёр голландского происхождения, актёр и преподаватель актёрского мастерства.
- 26 апреля — Йоси Харель[англ.] (р.1918), член Хаганы, командир многих кораблей нелегальных иммигрантов, направлявшихся в Палестину в период мандата, включая корабль Исход
- 9 мая — Шмуэль Кац (р. 1914), израильский писатель, историк и журналист южноафриканского происхождения[29]
- 24 мая — Адам Барух[англ.] (р. 1945), израильский журналист, писатель и искусствовед[30]
- 1 июня — Томми Лапид (р. 1931), югославский (Воеводина, Сербия) израильский журналист и политик, заместитель премьер-министра (2003—2004)[31]
- 7 августа — Ральф Клайн (р. 1931), израильский баскетболист и тренер немецкого происхождения[32]
- 19 августа — Биньямин Гибли (р. 1919), глава военной разведки Израиля[33]
- 25 августа — Йозеф Таль (р. 1910), израильский композитор немецкого происхождения[34]
- 27 августа — Эйби Натан (р. 1927), израильский борец за мир иранского происхождения, основатель радиостанции Коль ха-Шалом («Голос мира»)[35]
- 1 сентября — Одед Шрамм (р. 1961), израильский математик[36]
- 16 сентября — Авраам Биран[англ.] (р. 1909), израильский археолог[37]
- 27 октября — Цви Керен[англ.] (р. 1917), израильский пианист, музыковед и композитор американского происхождения
- 17 ноября — Яаков Альперон[англ.] (р. 1955), израильский бандит из организованной преступности, погиб в результате взрыва заминированного автомобиля[38]
- 27 ноября — Гидеон Гехтман[англ.] (р. 1942), израильский художник египетского происхождения[39]